# Miłość jest dla głupców
Miłość jest dla głupców – amerykański film biograficzny z 1998 roku.

## Opis fabuły
Frankie Lymon był bardzo utalentowanym muzykiem, idolem nastolatek lat 60. Kiedy umarł, okazało się, że miał trzy żony. Zola, Elizabeth i Emira poznają się na jego pogrzebie. Wszystkie mają prawo do spadku po zmarłym. Każda z nich uważała się za prawowitą spadkobierczynię. Próbują się dogadać...

## Obsada
- Halle Berry – Zola Taylor
- Vivica A. Fox – Elizabeth 'Mickey' Waters
- Lela Rochon – Emira Eagle
- Larenz Tate – Frankie Lymon
- Paul Mazursky – Morris Levy
- Pamela Reed – Sędzia Lambrey
- Alexis Cruz – Herman Santiago
- David Barry Gray – Peter Markowitz

i inni